# Хибетуллах-султан
Хибетулла́х-султа́н (тур. Hibetullah Sultan); также Хейбетулла́х-султа́н (тур. Heybetullah Sultan; 16 марта 1788/6 марта 1789, Стамбул — 18 сентября/9 октября 1841, там же) — младшая дочь османского султана Абдул-Хамида I от наложницы Шебсефы Кадын-эфенди. Хибетуллах была замужем за пасынком Хатидже-султан Алаеддином-пашой.

## Биография
Хибетуллах-султан родилась в Стамбуле, по разным данным, 16 марта 1788 года или 6 марта 1789 года и была младшей дочерью османского султана Абдул-Хамида I; матерью девочки была шестая жена султана Шебсефа Кадын-эфенди. У Хибетуллах было 26 братьев и сестёр, однако из всех них, предположительно, полнородным ей приходился только шехзаде Мехмед, умерший в раннем детстве. В рузнаме (дневнике) Абдул-Хамида I по случаю рождения дочери написано следующее: «От шестой целомудренной жены нашего славного господина родилась дочь по имени Хибетуллах-султан. Хазинедар-ага отправился в Пашакапысы, чтобы сообщить хорошие новости, и, не отправляя никаких сообщений другим государственным мужам, он написал великому визирю, который находился на фронте». Турецкий историк Недждет Сакаоглу отмечал, что Хибетуллах-султан родилась всего за месяц до смерти отца.
После смерти отца Хибетуллах оказалась под опекой двоюродного брата Селима III. Сакаоглу писал, что в 1801 году, когда Хибетуллах-султан исполнилось 12 лет, Селим III обручил её с сыном Сеида Ахмеда-паши и пасынком Хатидже-султан Алаеддином-пашой. Алаеддина, который служил вали в анатолийской провинции, вызвали в Стамбул в 1804 году; никах состоялся 30 января 1804 года. Вместе с тем, османист Энтони Олдерсон указал датой заключения брака 1801 год, а турецкий историк Чагатай Улучай — 1803. Свадебные торжества прошли во дворце Кадырга в следующие после никаха дни. О детях в этом браке никаких данных нет. Супруги проживали в особняке у залива Кадырга.
В 1805 году умерла мать Хибетуллах, завещавшая дочери своё имущество, а также попечительство над фондами и благотворительными учреждениями. В 1807 году кузен Хибетуллах-султан Селим III был свергнут и вскоре убит, его преемник — единокровный брат Хибетуллах Мустафа IV — пробыл на троне чуть больше года. Быстрая смена власти привела к тому, что Хибетуллах, как и её старшая сестра Эсма-султан, стала вмешиваться в дела государства. Новый султан — другой единокровный брат Хибетуллах Махмуд II — подверг сестру и её мужа домашнему аресту, установив за ними наблюдение и запретив общаться с внешним миром. Вместе с тем, Махмуд II, согласно Улучаю, подтвердил владение Хибетуллах имуществом и активами, завещанными ей матерью.
В 1812 году скончался супруг Хибетуллах-султан, оставив её вдовой всего в 23 года. Больше она замуж не выходила. Хибетуллах проживала во дворце «старшей» Эсмы-султан в Кадырге и дворцах султанской семьи в Ускюдаре. Хибетуллах-султан умерла в Стамбуле, по разным данным, 18 сентября или 9 октября 1841 года в возрасте 52 лет, пережив правление четверых султанов, и была похоронена в мавзолее брата Махмуда II.
В честь Хибетуллах, предположительно, был назван фонтан-чешме в Ихсание, Ускюдар, а в архивах дворца-музея Топкапы сохранилось множество документов и списков, касающихся ремонта дворца Хибетуллах-султан в Кадырге, её серебряной утвари, расходов, произведённых на её мраморную гробницу, правоустанавливающих документов на её фермы, расходов на дворец, жалование её служащих и отчётные листы, подготовленные её камергером.